# Ḩeşār-e Shālpūsh
Ḩeşār-e Shālpūsh (persiska: حصارِ شالپوش, قَلعِۀ بالا, Ḩeşār, حصار) är en ort i Iran.   Den ligger i provinsen Teheran, i den norra delen av landet, 40 km väster om huvudstaden Teheran. Ḩeşār-e Shālpūsh ligger 1 127 meter över havet och antalet invånare är 324.
Terrängen runt Ḩeşār-e Shālpūsh är platt.Runt Ḩeşār-e Shālpūsh är det tätbefolkat, med 947 invånare per kvadratkilometer. Närmaste större samhälle är Malārd, 6,1 km nordost om Ḩeşār-e Shālpūsh. Trakten runt Ḩeşār-e Shālpūsh består i huvudsak av gräsmarker.